# Ernst Pfundt
Ernst Gotthold Benjamin Pfundt, född 17 juni 1806 i Dommitzsch nära Torgau, död 7 december 1871, var en tysk pukslagare. 
Pfundt, som var son till en kantor, lärde sig vid sex års ålder att spela trumma och förstod vid åtta års ålder att sköta pukorna. Sedermera lärde han sig horn, flöjt, trumpet och basun. I Leipzig studerade han under fyra år teologi, men bestämde sig slutligen för den musikaliska banan, studerade sin onkels, Friedrich Wiecks undervisningsmetod, blev pianolärare samt kormästare vid Leipzigs stadsteater. Genom Felix Mendelssohn anställdes han som pukslagare vid Gewandhauskonserterna i nämnda stad och beredde sig snart ett namn som den yppersta virtuos på sitt instrument. Han utgav 1849 ett arbete över pukslagningskonsten.